# Jean-Louis Dupont
Jean-Louis Dupont, (Lieja - Bélgica, 1965), abogado especializado en derecho deportivo y europeo. Es uno de los abogados en el origen del caso Bosman (CJUE, 15 de diciembre de 1995), que impuso a la FIFA y a la UEFA poner fin al sistema de cantidades de traspaso y a los cupos de extranjeros en la Unión Europea (UE), lo que revolucionó el modelo europeo del deporte.
Defiende los diferentes actores del mundo del deporte profesional, en particular en litigios de derecho europeo que oponen clubes y deportistas a las federaciones internacionales.

## Trayectoria profesional
Entre otros, Jean-Louis Dupont ha representado y defendido los intereses de las siguientes personas y entidades:
- En 2000, a África del Sur, para impugnar la legalidad de la votación de la FIFA asignando la Copa Mundial de Fútbol de 2006 a Alemania, lo que ha desembocado en la decisión de la FIFA de instaurar el principio de rotación entre los continentes (comenzando, en 2010, por África)
- David Meca-Medina e Igor Majcen, en el asunto que ha dado lugar a la sentencia Meca-Medina (CJUE, 18 de julio de 2006), la cual consagra la aplicación del derecho comunitario a todos los reglamentos y decisiones de las federaciones deportivas teniendo un impacto sobre la actividad económica de cualquier actor del mundo deportivo.
- El G-14 (asociación de los 18 grandes clubs de fútbol europeos), llevando entre otros el "caso Charleroi" que se concluyó con un acuerdo entre la FIFA y la UEFA, por el cual los clubs obtienen una compensación por la puesta a disposición de los jugadores en favor de las selecciones nacionales y un poder de codecisión en cuanto al formato deportivo financiero de la UEFA Champions League y de la Europa League.
- Yanina Wickmayer y Xavier Malisse, así como el FC Sion, en unos asuntos que plantean el debate del derecho de los clubs y de los deportistas a recurrir a las jurisdicciones ordinarias en lugar de deber obligatoriamente recurrir al Tribunal Arbitral del Deporte (TAS).
- Numerosos clubs y deportistas, entre ellos: Real Madrid (y algunos de sus jugadores como Zidane, Raul y Beckham), FC Barcelona, PSG, FC Metz, Juventus, AC Milan, FC Porto, PSV Eindhoven, Liverpool, Olympique de Marsella, Olympique Lyonnais, Galatasaray, Fenerbahce, Standard de Lieja, Gica Hagi, Philippe Mexes, Oguchi Onyewu, Sérgio Conceição, Adrian Mutu, Axel Witsel, Marouane Fellaini, Alen Halilovic, José Mourinho, Michel Preud'homme, Eric Gerets, varios corredores y equipos ciclistas profesionales, etc.
- Daniel Striani, agente de jugadores, y asociaciones de aficionados (entre otras aficionados del PSG y el "Manchester City FC supporters club") en la denuncia contra la obligación de "equilibrio financiero", implementado por el reglamento UEFA sobre el "Fair Play Financiero".
- La Liga española de Fútbol Profesional (LPF) y la Liga portuguesa de Fútbol Profesional (LPFP) contra el acuerdo adoptado en diciembre de 2014 por la FIFA que prohíbe la participación de terceros en los derechos económicos de los jugadores de fútbol, conocido como TPO ("Third-Party Ownership").
- Aspire Academy (Catar).
- El Miami FC y el Kingston Stockade FC (contra la FIFA, CONCACAF y USSF) en el litigio cuyo objetivo es imponer el respeto al principio de promoción y descenso en Estados Unidos y en Canadá.
- La "Superliga Europea", un proyecto lanzado en 2021 por 12 grandes clubes europeos.
Representó a Bernard Tapie en los aspectos de derecho europeo de la competencia del litigio TAPIE-Crédit Lyonnais-Adidas, que llevó al Tribunal de Comercio de París -mediante sentencia de 17 de mayo de 2021- a plantear una cuestión prejudicial al TJUE.
Entre 1990 y 1998, también trabajó para la Comisión Europea, en el establecimiento y desarrollo de la cooperación entre la UE y Cuba.
Jean-Louis Dupont es actualmente "off-counsel" en el gabinete de abogados Roca Junyent (Barcelona-Madrid),